# Rosmonda d'Inghilterra
Rosmonda d'Inghilterra és una òpera en dos actes amb música de Gaetano Donizetti i llibret de Felice Romani. Es va estrenar el 27 de febrer de 1834 al Teatro della Pergola de Florència, Itàlia.

## Origen i context
La trama es basa en la llegenda anglesa de Rosamund Clifford, amant d'Enric II. Al principi, Romani havia escrit el llibret per a l'òpera Rosmunda (1829) del compositor Carlo Coccia, després el va adaptar per a Donizetti, abreujant la introducció, ampliant el paper d'Arturo i afegint un tercet.
Carl Otto Nicolai va estrenar una òpera amb el mateix títol i basada en el mateix llibret el 1838 a Torí.

## Representacions
Estrenada el 1834, el mateix any de l'estrena de Maria Stuarda, al Teatre della Pergola de Florència, només es va representar novament a Liorna a 1845 i després es va oblidar per complet. Donizetti va escriure una nova versió titulada Eleonora di Gujenna, que es va estrenar a Nàpols el 1837.
Modernament, es va representar en forma de concert a Londres l'any 1975 amb la soprano australiana Yvonne Kenny, i el 1996 es va enregistrar per al segell Opera Rara, amb la reconeguda soprano Renée Fleming en el paper de Rosmonda.

## Argument
La trama se situa a l'Anglaterra del segle xii, on el rei Enrico II d'Anglaterra enganya la reina Eleonora amb la innocent Rosmonda, que no sap que el seu amant és el rei. Tot l'argument se centra en el procés que portarà Eleonora a descobrir l'amant del rei amb un tràgic final.

## Enregistraments
| Any  | Elenc: (Rosmonda Clifford, Leonora di Guienna, Enrico II, Arturo, Clifford)       | Director, Teatre d'òpera i orquestra | Segell                                                   |
| ---- | --------------------------------------------------------------------------------- | --- | -------------------------------------------------------- |
| 1975 | Yvonne Kenny, Ludmilla Andrew, Richard Greager, Enid Hartle, Christian du Plessis | Alun Francis, Ulster Orchestra and Chorus of the Northern Ireland Opera Trust (Enregistrament d'una representació d'Opera Rara a la Universitat de Queen al Festival de Belfast, el 22 de novembre) | 33rpm LP: Unique Opera Records Corporation Cat: UORC 274 |
| 1994 | Renée Fleming, Nelly Miricioiu, Bruce Ford, Diana Montague, Alastair Miles        | David Parry, Philharmonia Orchestra and Geoffrey Mitchell Choir | Audio CD: Opera Rara Cat: ORC 13                         |